# غران-بور
غران-بور (بالفرنسية: Grand-Bourg)‏ هي بلدية فرنسية يسكنها 5470 نسمة (حسب إحصاء 1 يناير 2011)، وهي تقع في إقليم جوادلوب في جزر الأنتيل الصغرى.

## توأمة
لغران-بور اتفاقيات توأمة مع:
- بانيو

## أعلام
- أرماند جان فرانسوا